# Björkbådan
Björkbådan är öar i Finland. De ligger i Norra kvarken och i kommunen Korsholm i landskapet Österbotten, i den västra delen av landet. Öarna ligger omkring 15 kilometer nordväst om Vasa och omkring 380 kilometer nordväst om Helsingfors.
Arean för den av öarna koordinaterna pekar på är 0,5 hektar och dess största längd är 90 meter i nord-sydlig riktning. Närmaste större samhälle är Vasa, 15,1 km sydost om Björkbådan.